# Tieghemella heckelii
Tieghemella heckelii ist ein Baum in der Familie der Sapotengewächse aus Westafrika.

## Beschreibung
Tieghemella heckelii wächst als sehr großer Baum bis über 55 Meter hoch und gehört damit zu den „Urwaldriesen“, die das Kronendach überragen. Der Stammdurchmesser erreicht über 2,5 Meter. Es werden Wurzelanläufe, Riffelungen oder manchmal meterhohe Brettwurzeln ausgebildet. Die grau-braune Borke ist rissig bis leicht furchig oder im Alter schuppig. Der Baum führt einen klebrigen Milchsaft.
Die einfachen, gestielten und dünnledrigen, kahlen Laubblätter sind schraubig an den Zweigenden angeordnet. Der Blattstiel ist 1,5–4 Zentimeter lang. Die elliptischen bis verkehrt-eiförmigen, ganzrandigen und rundspitzigen, bespitzten bis zugespitzten, seltener eingebuchteten Blätter sind 6–15 Zentimeter lang. Die Nebenblätter fehlen.
Die Blüten erscheinen in kleinen Büscheln (2–4) oder einzeln achselständig. Die zwittrigen, gestielten und sehr kleinen, weißlichen bis cremefarbenen, leicht duftenden Blüten sind mit doppelter Blütenhülle. Der 1 Zentimeter lange Kelch ist becherförmig mit 8 mehr oder weniger fein behaarten Zipfeln in zwei ungleichen Kreisen. Die verwachsene Krone besitzt eine kurze, 2–3 Millimeter lange, breite Kronröhre mit 8 ausladenden, etwas längeren und dreiteiligen Lappen. Das mittlere Segment der Lappen ist viel kleiner bis stark reduziert. Es sind oben in der Kronröhre 8 freie, kurze Staubblätter und alternierend 8 kurze, fleischige Staminodien vorhanden. Der oberständige, achtkammerige Fruchtknoten ist weich behaart mit kurzem, behaartem Griffel.
Es werden 8–12 Zentimeter große, glatte und gelbe bis orange-gelbe, eiförmige bis rundliche Beeren gebildet. Sie enthalten bis zu 3 Samen die in einer gelblichen, klebrigen, weichen und saftigen Pulpe mit unangenehmen Geruch liegen. Die großen, glatten und glänzenden, braunen, ellipsoiden Samen sind 5,5–7,5 Zentimeter groß mit einer dicken Samenschale und auf einer Seite, fast halbseitig, einer großen, rauen und leicht texturierten Narbe (Hilum).
Die Chromosomenzahl beträgt 2n = 24.

## Taxonomie
Die Erstbeschreibung des Basionyms erfolgte 1907 als Dumoria heckeli(i) durch Auguste Jean Baptiste Chevalier in Compt. Rend. Hebd. Séances Acad. Sci. 145: 267. Die Umteilung in die Gattung Tieghemella erfolgte 1915 (publ. postum) durch Marcel Marie Maurice Dubard nach Jean Baptiste Louis Pierre in Ann. Mus. Colon. Marseille, sér. 3, 3: 33. Der Gattungsname ehrt wahrscheinlich den französischen Botaniker Philippe Édouard Léon Van Tieghem (1839–1914).
Weitere Synonyme der Art sind Baillonella heckelii (A.Chev.) Baehni und Mimusops heckelii (A.Chev.) Hutch. & Dalziel.

## Verwendung
Aus den Samen wird ein Speisefett gewonnen, Dumori- oder Makorébutter.
Das mittel- bis schwere, sehr beständige Holz ist bekannt als Makoré.